# Democracy Dies in Darkness

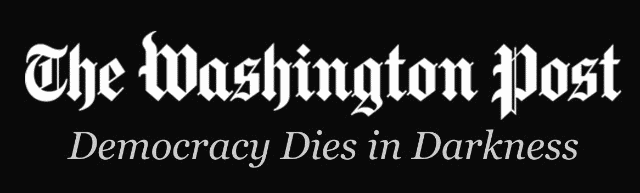
Khẩu hiệu xuất hiện trên trang website Washington Post

"Democracy Dies in Darkness" (Dân chủ Chết trong Bóng tối) là một khẩu hiệu chính thức của tờ báo nước Mỹ The Washington Post, được chấp thuận vào năm 2017. Khẩu hiệu được giới thiệu trên trang điện tử của tờ báo vào ngày 22 tháng 2 năm 2017, và được ấn bản trên báo thêm một tuần sau đó. Sau khi công bố, khẩu hiệu đã tạo ra một làn phản ứng từ các tổ chức tin tức và các phương tiện truyền thông khác nhau.

## Nguồn gốc

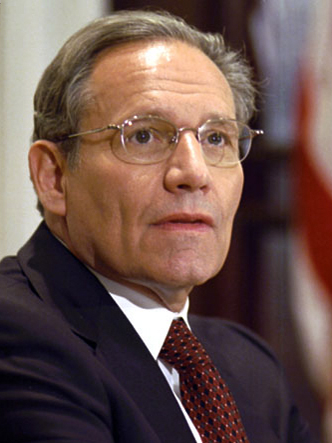
Bob Woodward là người đã phổ biến cụm từ này.